# Calle Franklin (línea de la Séptima Avenida–Broadway)
La Calle Franklin es una estación en la línea de la Séptima Avenida-Broadway del Metro de Nueva York de la A del Interborough Rapid Transit Company. La estación se encuentra localizada en Manhattan entre la Calle Franklin, Calle Varick y West Broadway. La estación es servida las 24 horas por los trenes del Servicio  y durante las madrugadas por el Servicio .